# Гай (Оренбургска област)
Вижте пояснителната страница за други значения на Гай.
Гай (на руски: Гай) е град в Русия, разположен в градски окръг Гай, Оренбургска област. Населението му към 1 януари 2024 година е 32 363 души.